# Egmont zur Lippe-Weißenfeld

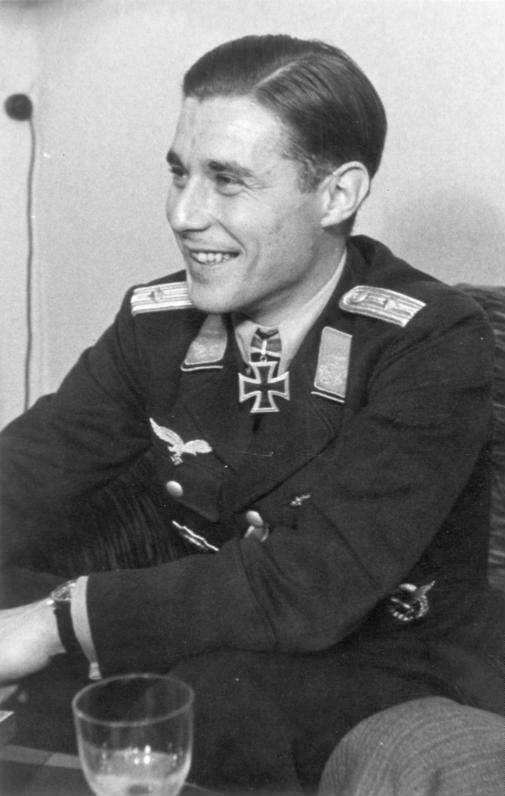
Egmont Prinz zur Lippe-Weißenfeld, 1942

Egmont Rüdiger Maria Alfred Leopold Bonaventura Prinz zur Lippe-Weißenfeld (* 14. Juli 1918 in Salzburg; † 12. März 1944 bei St. Hubert in Belgien) war ein deutscher Offizier der Luftwaffe im Rang eines Majors und Nachtjagdpilot im Zweiten Weltkrieg.

## Leben

### Herkunft
Egmont zur Lippe-Weißenfeld war Angehöriger des Hauses Lippe, genauer der Linie Lippe-Weißenfeld. Seine Eltern waren Alfred Rudolf Maria Egmont Prinz zur Lippe-Weißenfeld (1881–1960) und Gräfin Anna von Goëss (1895–1972). Er war der einzige Sohn und hatte drei jüngere Schwestern. Die Familie lebte im Schloss Alt Wartenburg in Oberösterreich.

### Militärdienst
Prinz zur Lippe-Weißenfeld war in jungen Jahren schon begeisterter Segelflieger und gehörte früh dem Österreichischen Aero-Club an. Kurz vor Eintritt in die Armee hatte er Basisflugkurse belegt.
1936 trat er mit 18 Jahren dem österreichischen Bundesheer, zunächst in der Infanterie, bei. Mit dem Anschluss Österreichs 1938 wechselte er in die deutsche Luftwaffe, erhielt das Flugzeugführerabzeichen und wurde 1939 zum Leutnant befördert.
Bevor er im August 1940 zu den Nachtjägern in die 4./Nachtjagdgeschwader 1 (NJG 1) nach Gütersloh wechselte und dort Gruppenkommandeur wurde, war er im Zerstörergeschwader 76 (ZG 76) tätig. Seinen ersten Abschuss, bereits in die Niederlande nach Leeuwarden befohlen, erzielte er im November 1940. Anschließend diente er unter seinem Freund Helmut Lent; 1941 wurde er zum Oberleutnant befördert. Im April 1942 wurde er für 21 Abschüsse mit dem Ritterkreuz ausgezeichnet. Bereits ab November 1941 war er Staffelkapitän der neu aufgestellten 5. Staffel der II. Gruppe des Nachtjagdgeschwaders 2 (NJG 2) unter Helmut Lent als Gruppenkommandeur mit Fliegerhorst in Leeuwarden und später in Gilze Rijen. Ab Oktober 1942 war er Gruppenkommandeur der I. Gruppe beim Nachtjagdgeschwaders 3 (NJG 3) mit Standort in Vechta. Von Mai 1943 bis Anfang 1944 war er Gruppenkommandeur der III. Gruppe beim Nachtjagdgeschwader 1 in Rheine. Er wurde von Martin Drewes als Gruppenkommandeur abgelöst. 1943 wurde er zum Hauptmann befördert.
Nach 45 Abschüssen erhielt er im August 1943 das Eichenlaub zum Ritterkreuz; diese Auszeichnung nahm Adolf Hitler persönlich in der Wolfsschanze vor. 1944 erfolgte die Beförderung zum Major. Im Februar 1944 übernahm er von Günther Radusch das Kommando des Nachtjagdgeschwaders 5.
Am 12. März 1944 kam er mit zwei weiteren Besatzungsmitgliedern beim Absturz seiner Messerschmitt Bf 110 G-4 bei St. Hubert in Belgien im dichten Nebel ums Leben.

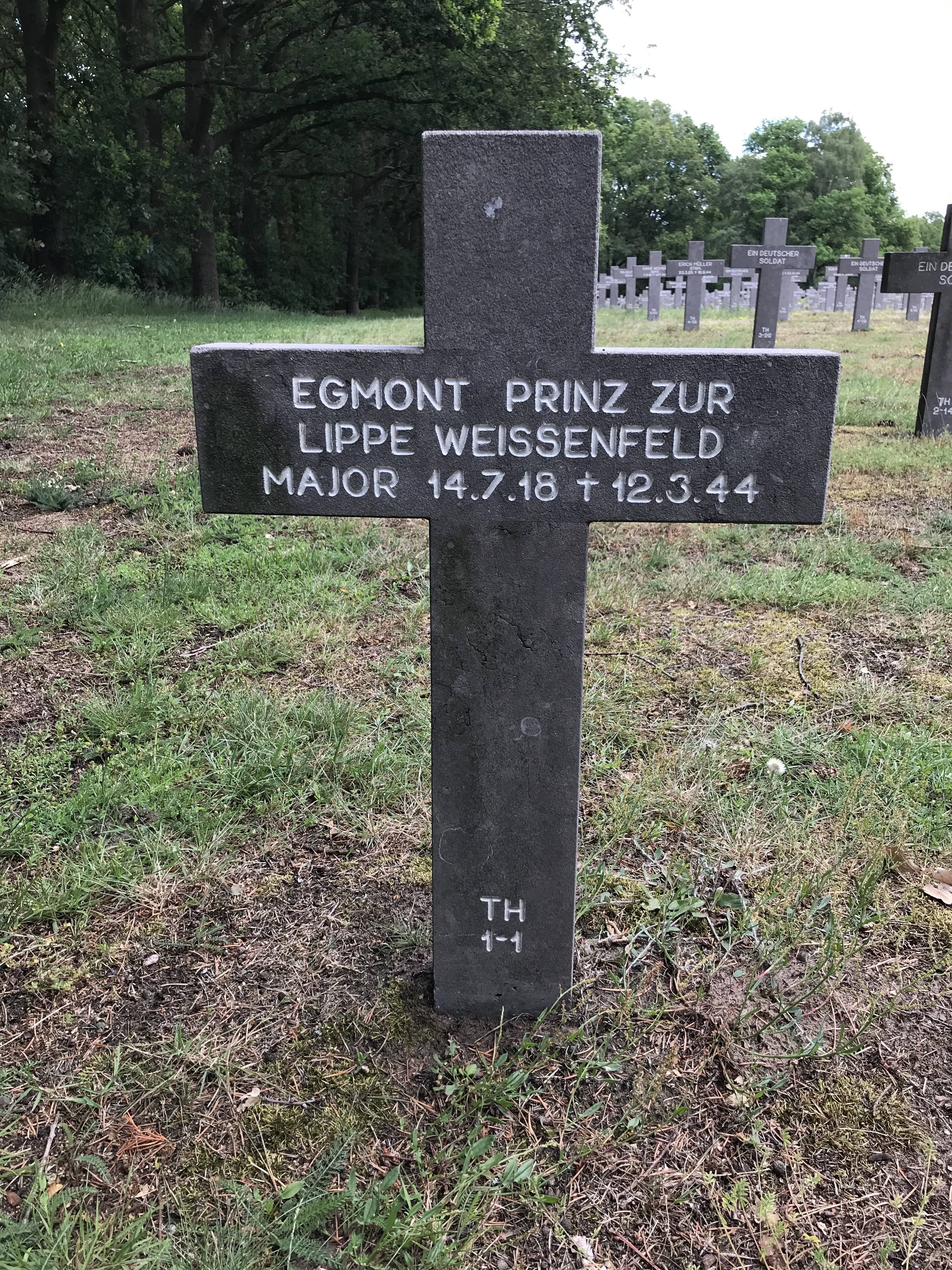
Deutsche Kriegsgräberstätte Ysselsteyn

Insgesamt hatte er gemeinsam mit Werner Hoffmann und Hermann Greiner 51 Nachtluftsiege in 167 Feindflügen errungen. Damit ist er an 21. Stelle von 69. Piloten der Nachtjäger bzgl. der Abschusszahlen. Er erzielte 32 Luftsiege (bei NJG 1 und NJG 2) mit einer Messerschmitt Bf 110 und 29 Luftsiege (bei NJG 3 und NJG 5) mit einer Messerschmitt Bf 110 G-4. Neben der Vickers Wellington standen u. a. auch die Armstrong Whitworth Whitley, die Handley Page Hampden, die Handley Page Halifax und eine Avro Manchester auf seiner Abschussliste.
Er war kinderlos, unverheiratet und wurde neben Heinrich zu Sayn-Wittgenstein in Ysselsteyn (bei Venray), Niederlande, begraben. Er trug den Beinamen Prinz der Nacht.

## Auszeichnungen (Auswahl)
- Flugzeugführerabzeichen (Wehrmacht) am 5. Oktober 1938
- Frontflugspange für Jäger in Gold
- Eisernes Kreuz II. Klasse: 17. Dezember 1940
- Eisernes Kreuz I. Klasse: 17. Januar 1941
- Deutsches Kreuz in Gold: 25. Januar 1942 als Oberleutnant im 5./Nachtjagdgeschwader 2[9]
- Ritterkreuz mit Eichenlaub: 2. August 1943
- Ehrenpokal für besondere Leistung im Luftkrieg: 15. März 1943[10]